# Rio Gârcinul Mare
O Rio Gârcinul Mare é um rio da Romênia, afluente do Gârcin, localizado no distrito de Braşov.